# Cardo-Torgia
Cardo-Torgia är en kommun i departementet Corse-du-Sud på ön Korsika i Frankrike. Kommunen ligger  i kantonen Santa-Maria-Siché som tillhör arrondissementet Ajaccio. År 2022 hade Cardo-Torgia 29 invånare.

## Befolkningsutveckling
Antalet invånare i kommunen Cardo-Torgia
Referens:INSEE